# Ḩasan Bārūq
Ḩasan Bārūq (persiska: حسن باروق) är en ort i Iran.   Den ligger i provinsen Ardabil, i den nordvästra delen av landet, 400 km nordväst om huvudstaden Teheran. Ḩasan Bārūq ligger 1 376 meter över havet och antalet invånare är 621.
Terrängen runt Ḩasan Bārūq är huvudsakligen platt, men söderut är den kuperad. Runt Ḩasan Bārūq är det ganska tätbefolkat, med 139 invånare per kvadratkilometer. Närmaste större samhälle är Ardabil, 6,0 km öster om Ḩasan Bārūq. Trakten runt Ḩasan Bārūq består i huvudsak av gräsmarker.